# Cédric Vasseur
Cédric Vasseur (født 18. august 1970 i Hazebrouck) er en tidligere professionel fransk landevejscykelrytter. Han cyklede for det belgiske hold Quick Step-Innergetic og bor i Lille med sin kone og sin søn.

## Biografi
Vasseur blev professionel cykelrytter for Novemail i 1995. Året efter kom han til holdet GAN, som fik navnet Credit Agricole året efter. Hans første professionelle sejr er også hans mest berømte. Et udbrud på 5. etape af Tour de France 1997 gik helt hjem efter 147 km. Han fik da den gule førertrøje og bar den i fem dage. Siden cyklede han i 2000 og 2001 for US Postal, men da han blev sat af holdet i Tour de France i 2001, kom han til Cofidis, noget som blev meget omtalt i fransk presse.
I 2004 blev han arresteret for mistanke om doping sammen med flere andre cykelryttere fra Cofidis, blandt andre David Millar. Analyse viste negative prøver og han blev renset, men han deltog ikke Tour de France det år fordi undersøgelserne ikke var færdige da løbet startede.
Vasseur kommer fra en familie af cykelryttere. Faren, Alain Vasseur deltog i Tour de France 1970, 1971 og 1974 og vandt også en etape efter et soloudbrud, akkurat som sønnen.